# Mikroregion Vlachovo Březí
Mikroregion Vlachovo Březí je pouze na základě Dohody o sdružení obcí – pracovní skupina místních samospráv v okresu Prachatice, jeho sídlem je Vlachovo Březí a jeho cílem je společné řešení otázek a problémů v oblastech zemědělství, cestovního ruchu, turistiky, informatiky apod. a uskutečňování Programu obnovy venkova. Sdružuje celkem 19 obcí a byl založen v roce 2003.

## Obce sdružené v mikroregionu
- Budkov
- Bušanovice
- Chlumany
- Čepřovice
- Dub
- Dvory
- Hoštice
- Krajníčko
- Kratušín
- Lažiště
- Lipovice
- Malenice
- Předslavice
- Strunkovice nad Blanicí
- Šumavské Hoštice
- Tvrzice
- Vlachovo Březí
- Žárovná
- Litochovice